# Котельники (станция метро)
«Коте́льники» — станция Московского метрополитена, южная конечная Таганско-Краснопресненской линии. Расположена на территории Московской области возле одноимённого города. Единственная в Московском метрополитене, в странах бывшего Соцлагеря и, возможно, в мире, выходы которой ведут на три территории агломерации вместе с Котельниками: Москву (район Выхино-Жулебино в ЮВАО) и в город Люберцы, по первому из которых станция получила название. Открыта 21 сентября 2015 года в составе участка «Жулебино» — «Котельники». Колонная двухпролётная станция мелкого заложения с одной островной платформой.

## История
4 мая 2012 года постановлением Правительства Москвы № 194-ПП за подписью мэра Москвы С. С. Собянина принято решение о строительстве станции метро «Котельники». Контроль над выполнением настоящего постановления возложен на заместителя мэра по вопросам градостроительной политики и строительства М. Ш. Хуснуллина.
В октябре 2012 года подразделениями компании «СК МОСТ» были развёрнуты работы по строительству участка Таганско-Краснопресненской линии Московского метрополитена от станции «Жулебино» до станции «Котельники». Протяжённость участка составляет порядка 900 метров. Станция «Котельники» строилась открытым способом. Длина станционного комплекса — около 374 м, протяжённость оборотных тупиков составляет порядка 246 м. Левый и правый перегонные тоннели до станции «Котельники» были пройдены поочерёдно с помощью проходческого комплекса Herrenknecht S-736.
21 сентября 2015 года в 11—12 часов по московскому времени станция открылась для пассажиров, став 197-й станцией Московского метрополитена.
С 28 октября по 3 ноября 2017, с 24 по 30 марта 2018 года и с 6 по 9 апреля 2019 года станция была закрыта для пассажиров в связи с проведением работ по сооружению тоннеля строящейся Некрасовской линии под тоннелями Таганско-Краснопресненской линии.

### Перенос сроков
- Изначально ввод в эксплуатацию станции «Котельники» (ТКЛ) был запланирован на конец декабря 2013 года, но в связи с проблемами, возникшими из-за собственников прилегающих земель, срок окончания строительства станции был перенесён на осень 2014 года.
- 18 августа 2014 года глава департамента строительства Москвы Андрей Бочкарёв сообщил, что станция метро «Котельники» точно откроется в декабре 2014 года, а проблемы с земельными участками вокруг площадки строительства остались в прошлом[10].
- 26 июня М. Хуснуллин сказал, что предположительно ко Дню строителя (9 августа 2015 года) метро «Котельники» заработает полноценно[11].
- 13 июля 2015 года глава столичного департамента строительства Андрей Бочкарёв сообщил, что точная дата открытия станции будет известна в конце июля[12].
- 23 июля 2015 года начальник Московского метрополитена Дмитрий Пегов уточнил, что 8 августа 2015 года, возможно, будет проводиться технологическое подключение станции[13].
- 4 августа 2015 года заместитель мэра столицы по вопросам градостроительной политики и строительства Марат Хуснуллин на президиуме столичного правительства заявил об открытии станции для пассажиров в конце сентября[14].

21 сентября 2015 года в 11—12 часов по московскому времени станция открылась для пассажиров.

### Ход строительства
- Октябрь — декабрь 2012 года. На Опытном поле (ОП) проводятся изыскательские работы, огораживается территория, завозится техника, устанавливаются строительные бытовки. На ул. Генерала Кузнецова в Жулебино идёт разработка котлована монтажной камеры для проходческого щита в сторону станции «Котельники».
- Январь — февраль 2013 года. На территории ОП началось строительство станции и оборотных тупиков. В котловане на ул. Генерала Кузнецова запущен проходческий щит (ТПМК) от строящейся станции «Жулебино» в сторону «Котельников» (левый перегонный тоннель)[15].
- Март — апрель 2013 года. В котловане на ОП начались работы по созданию бетонного основания станции. ТПМК в сторону «Котельников» прошел около 700 метров.
- Май 2013 года. На ОП продолжается строительство станции. В середине месяца завершена проходка левого тоннеля от станции «Жулебино».
- Июнь — июль 2013 года. На ОП продолжается строительство станции. В июне со стороны строящейся станции «Котельники» запущен проходческий щит (ТПМК) в сторону строящейся станции «Жулебино» (правый перегонный тоннель).
- Август — октябрь 2013 года. На ОП продолжается строительство. В конце августа завершена проходка правого перегонного тоннеля в сторону станции «Жулебино».
- Ноябрь — декабрь 2013 года. Строительство станции практически остановлено. На площадке осталось минимальное количество техники. С объекта выведен почти весь персонал, за исключением охраны.
- Февраль 2014 года. Некоторые работы возобновлены. Полностью завершено бетонирование центральной части станции, в конструкциях построены оба переходных коридора до пересечения Новорязанского шоссе.
- Март — июль 2014 года. На ОП возобновляется и продолжается строительство станции и оборотных тупиков.
- Август — сентябрь 2014 года. Строительные работы достигают пика активности. В полной мере заливаются бетоном котлован и тупики. Начата проводка электрики.
- Октябрь — декабрь 2014 года. Все основные строительные работы подходят к концу. Достраиваются павильоны входов/выходов станции, начата внутренняя отделка, укладка кабеля, монтаж системы вентиляции, жизнеобеспечения, сигнализации и видеонаблюдения. Завершен монтаж всех эскалаторов. 29 декабря со станции на собственной тяге по одному из готовых тоннелей проехал мотовоз с мэром Москвы Сергеем Собяниным в сторону станции «Лермонтовский проспект»[16].
- Январь 2015 года. В тоннелях провели первый габарит. Возникли неполадки в съезде за станцией.
- Февраль — май 2015 года. Отделочные работы находятся в завершающей стадии. В связи со сдачей предыдущего участка «Выхино» — «Жулебино» в неготовом виде, на последней проводится устранение неполадок и достройка к полной степени приёмки.
- Июнь — август 2015 года. Завершение отделочных работ в пристанционных помещениях.
- 12 августа 2015 года на станцию прибыл пробный состав.
- 15 августа 2015 года для подсоединения станции был закрыт участок ветки «Выхино» — «Жулебино».
- Вторая половина августа 2015 года. Идёт активная обкатка путей и графика, введён режим метрополитена.
- Сентябрь 2015 года. Подготовка к открытию станции. Заканчивается согласование всех необходимых документов, связанных с открытием станции.
- 21 сентября 2015 года. Торжественное открытие станции.

Управляющая компания по строительству станции — АО «Мосинжпроект».

## Архитектура и оформление
«Котельники» — двухпролётная колонная станция мелкого заложения, расположенная на глубине около 15 метров. В конструкциях она аналогична соседней «Жулебино», но в плане оформления представляет более яркие тона, округлённые колонны и ровный, прямой потолок. Пол отделан красным гранитом. Стоит также заметить, что с 2010 по 2013 годы для станции использовался проект, ранее распределённый под «Жулебино», — зелёно-голубой цвет стен и белые V-образные колонны.
Стены станционного зала облицованы гранитом и мрамором. Для цветовой палитры характерно преобладание светло-серых оттенков, сочетающихся с декоративными вставками из нержавеющей стали.
На станции были установлены два автомата для зарядки мобильных устройств (демонтированы 19 ноября 2015 года, отправлены на доработку). В 2015 году в подземных переходах станции появились англоязычные указатели.

## Расположение и вестибюли
Станция размещена на территории города Котельники Московской области (микрорайон «Опытное поле»), с выходами в район Выхино-Жулебино ЮВАО города Москвы и микрорайон «Городок Б» города Люберцы Московской области.
Станция включает в себя два подземных вестибюля, имеющих по два выхода каждый. Северо-западный выход расположен у 6-го микрорайона Жулебино и имеет отдельный выход к «Городку Б» города Люберцы. Восточный выход ведёт в оба направления по южной стороне Новорязанского шоссе и планируется как доступ к будущему ТПУ.
На станции опробовано несколько технологических новинок, которые, возможно, впоследствии будут распространены и на другие станции московского метрополитена. Так, в вестибюлях станции размещены торговые автоматы, где можно купить зерновой кофе, снэки и мороженое, а также аппараты для оборачивания зонтов в полиэтиленовую плёнку. На входных турникетах имеются устройства для считывания контактных банковских карт.
В восточном вестибюле станции располагается Бюро находок (склад забытых вещей) Московского метрополитена, переехавшее сюда в 2015 году со станции «Университет». Здесь в течение шести месяцев хранятся вещи, забытые на станциях, в вестибюлях или в вагонах электропоездов.
В дальнейшем между станцией и Новорязанским шоссе планируется строительство транспортно-пересадочного узла для автобусов дальнего направления, а также перехватывающей автопарковки. Для этого с обеих сторон будут оставлены заделы под строительство двух дополнительных выходов.
| - Павильон в городе Котельники Московской области, 21.09.2015 - В вестибюле, 21.09.2015 - Торговый автомат около входа в метро, 21.09.2015 - Вид на автобусную станцию рядом с метро, 21.09.2015 - Павильон в микрорайоне Выхино-Жулебино города Москвы, 21.09.2015 - Спуск к платформе, 05.01.2016 |

## Наземный общественный транспорт

### Городской
На этой станции можно пересесть на следующие маршруты городского пассажирского транспорта:
- Автобусы: м79, 739к, н7

### Пригородный и междугородный
Около западного выхода находится пригородная автостанция, с которой отправляются автобусы в города и населённые пункты юго-востока Московской области: Люберцы, Котельники, Дзержинский, Лыткарино, Жуковский, Раменское, Бронницы, Воскресенск, Зарайск, Рошаль, Малино и другие. Маршрут 441 связывает станцию метро «Котельники» с аэропортом Жуковский.
Рядом с восточным вестибюлем расположена междугородная автостанция «Котельники», которая обслуживает более дальние маршруты в города Рязанской, Пензенской областей, Поволжья, а также в некоторые города юга России. Ранее междугородные автобусы ходили до станции «Выхино» или Центрального автовокзала. С 2015 до 2020 года от междугородной автостанции также отправлялись некоторые маршруты по Московской области, 9 августа 2020 года все они были перенесены к западному вестибюлю.

## Путевое развитие
За платформой станции расположены шестистрелочные оборотные тупики с ПТО.

## Криминал
Глава управления по проектированию и строительству метро компании «Мосинжпроект» Андрей Архангельский был осуждён за вымогательство взятки (за приём готовой станции «Котельники») у строителей на 3,5 года колонии и штраф 50 млн рублей.

## Станция в цифрах
- За весь первый день работы станцией воспользовались 13 200 человек.
- К маю 2016 года пассажиропоток вырос до 41 тыс. человек[25].

На момент открытия являлась:
- самой восточной станцией Московского метрополитена
- второй станцией, расположенной за пределами административных границ Москвы (после «Мякинино»),
- второй станцией, имеющей выходы как в столице, так и в области (после «Новокосино»)[26],
- единственной станцией, имеющей выходы сразу в 3 города.
- Таблица времени прохождения первого поезда через станцию[27]:

| По чётным числам             | Будние дни | Выходные дни |
| По нечётным числам           | Будние дни | Выходные дни |
| В сторону станции «Жулебино» | 06:00:00   | 06:01:00     |
| В сторону станции «Жулебино» | 05:47:00   | 05:47:00     |

## Галерея
| - Информационная стойка на станции, 05.01.2016 - Поезд 81-717/714 на станции, 05.01.2016 - Название на путевой стене, 21.09.2015 - Прибытие Космического поезда 81-760А/761А/763А на станцию, 24.04.2016 - Платформа станции в день открытия, 21.09.2015. Поезда Еж3 и 81-717/714. - Панорама станции, 21.09.2015 |